# Betán
Betán (llamada oficialmente San Martiño de Betán) es una parroquia y una aldea española del municipio de Baños de Molgas, en la provincia de Orense, Galicia.

## Toponimia
La parroquia también es conocida por el nombre de San Martín de Betán.

## Organización territorial
La parroquia está formada por ocho entidades de población:
- Betán
- Brandín
- Cardoeiro
- Guede
- Nogueira de Abaixo
- Nogueira de Arriba
- San Martiño
- Sanguñedo

## Demografía

### Parroquia
| Gráfica de evolución demográfica de Betán (parroquia) entre 2000 y 2022 |
|                                                                         |
| Datos según el nomenclátor publicado por el INE.                        |

### Aldea
| Gráfica de evolución demográfica de Betán (aldea) entre 2000 y 2021 |
|                                                                     |
| Datos según el nomenclátor publicado por el INE.                    |